# Cosby
Cosby (izvirno 'The Cosby Show) je ameriška televizijska serija, ki se je predvajala od leta 1984 do 1992 na televizijski postaji NBC. V 8 sezonah so predvajali 201 epizodo.
Serija govori o družini Huxtable, afroameriški družini srednjega sloja, ki živi v Stigwood Avenue v Brooklynu, New York. Družinska glava je oče Heathcliff „Cliff“ Huxtable, porodničar in ginekolog, ter njegova žena Claire, ki je odvetnica. Oba imata ves čas polne roke dela s svojimi petimi otroki; Sandra , Theodore, Denise, Vanessa in Rudy. Serija prikazuje njihovo vsakdanje življenje, ter težave, s katerimi se družina iz dneva v dan ukvarja.

## Glavni igralci
- Bill Cosby - Dr. Heathcliff „Cliff“ Huxtable
- Phylicia Rashad - Claire Huxtable
- Sabrina Le Beauf - Sandra Huxtable-Tibideaux
- Lisa Bonet - Denise Huxtable-Kendall
- Malcolm-Jamal Warner - Theodore „Theo“ Huxtable
- Tempestt Bledsoe - Vanessa Huxtable
- Keshia Knight Pulliam - Rudy Huxtable

## Stranski igralci
- Earle Hyman - Russell Huxtable (oče Cliffa Huxtableja)
- Clarice Taylor - Anna Huxtable (mati Cliffa Huxtableja)
- Geoffrey Owens - Elvin Tibideaux (mož Sandre Huxtable)
- Joseph C. Phillips - Martin Kendall (mož Denise Huxtable)
- Raven-Symoné Pearman - Olivia Kendall
- Erika Alexander - Pam Tucker
- Adam Sandler- Smitty